# 海桃灣

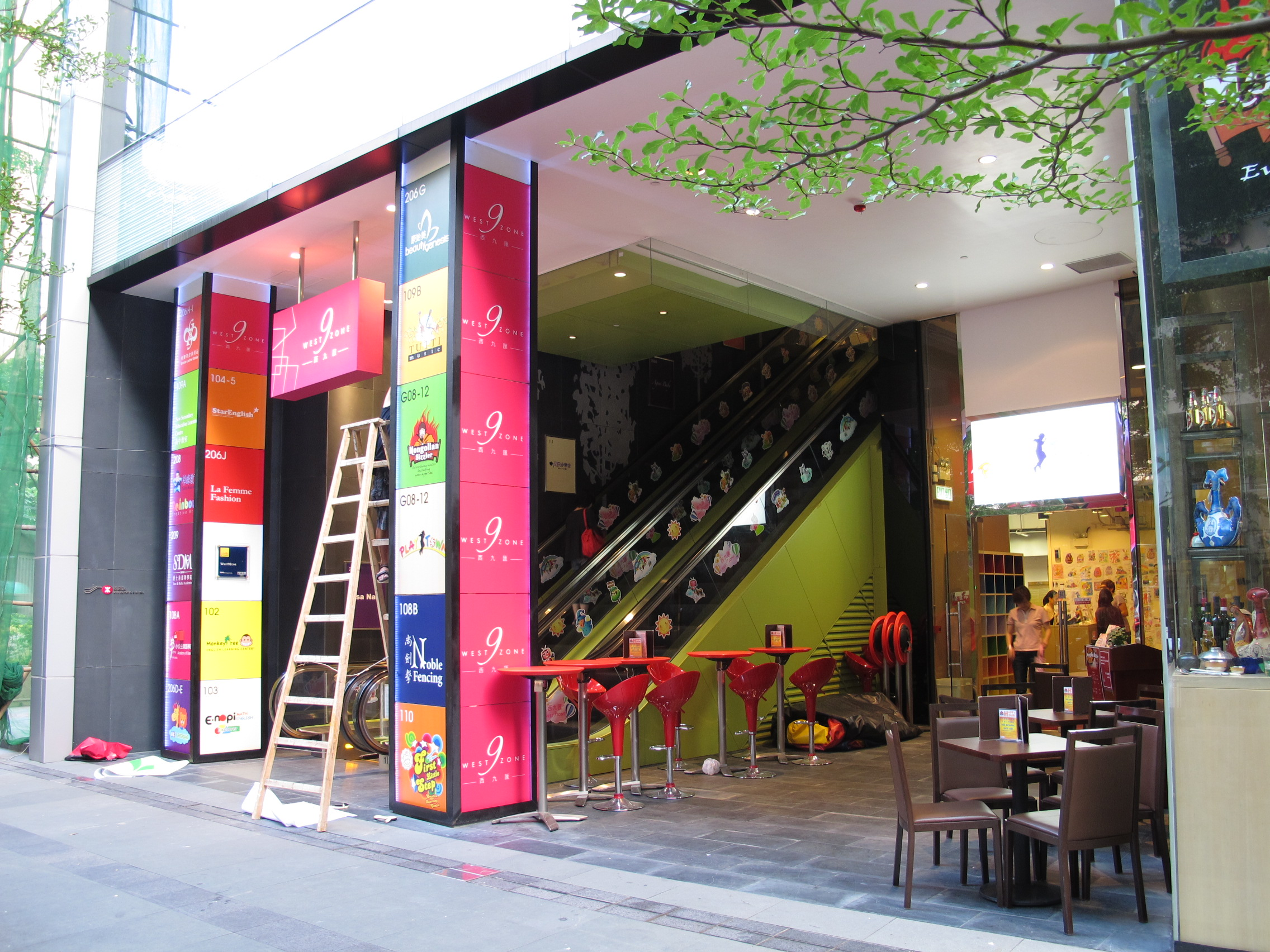
西九匯商場富貴街地面入口

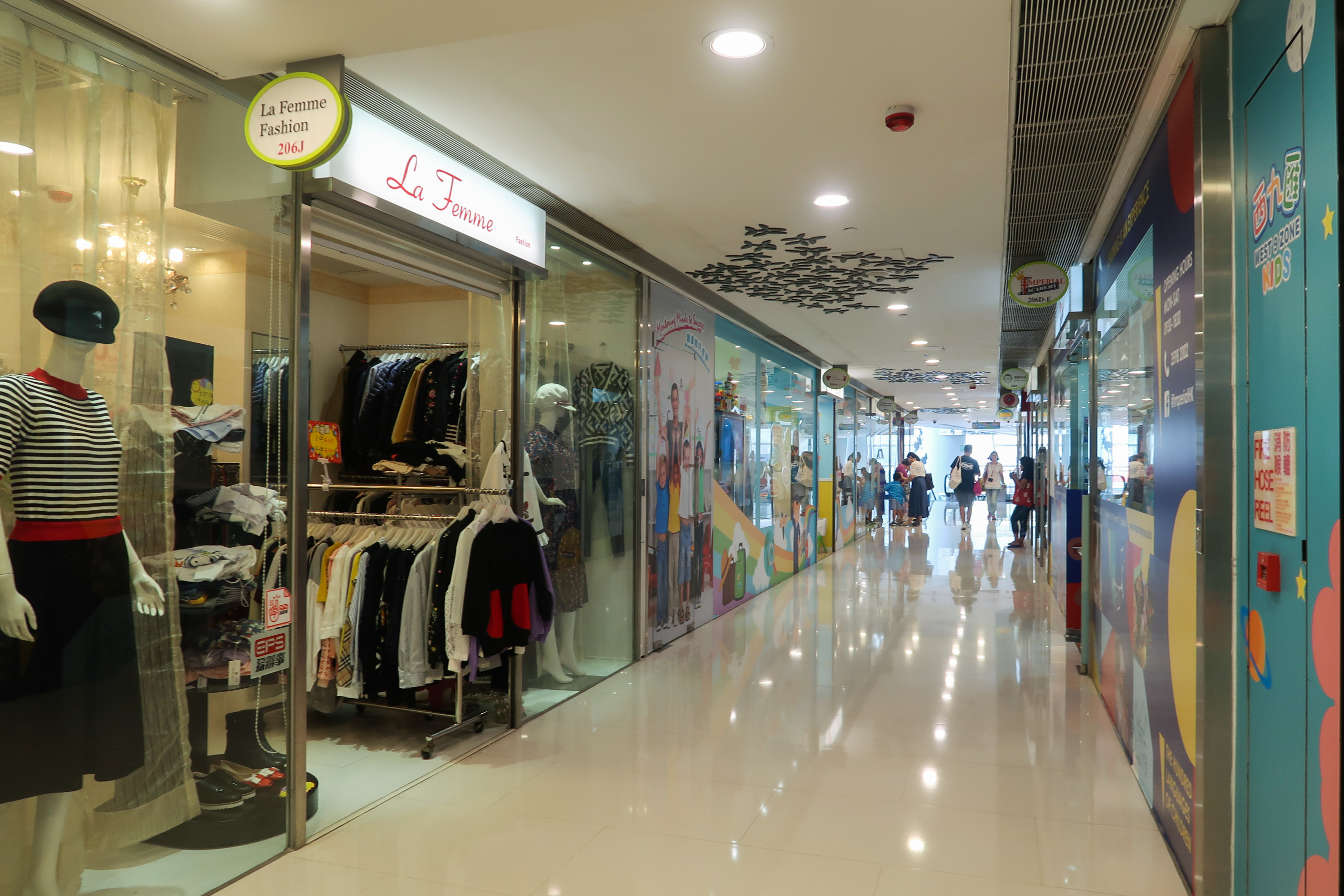
西九匯商場內貌

海桃灣（英語：Florient Rise）位於香港油尖旺區大角咀櫻桃街38號，鄰近港鐵奧運站及奧海城，是一個在市區重建局發展計劃下發展的私人高尚住宅屋苑。物業由市區重建局及南豐集團共同發展，建築師為周古梁建築工程師，總承建商為晉業建築。屋苑在2008年10月獲批出預售樓花同意書並開售，示範單位設於九龍灣一號九龍。

## 物業資料
海桃灣前稱櫻桃街項目，物業由樓高6層基座、1層地庫及3幢建於基座之上、分別樓高35、39及44層住宅樓宇組成，地盤總面積4,510平方米（48,500平方呎），總建築面積43,255.9平方米，地積比率約為9.5倍。其中住宅佔36,490.9平方米，建有522個單位；商場佔4,957平方米；社區設施佔1,808平方米，包括一所保良局轄下的護理安老院。住宅標準戶面積約700至1,600平方呎，屬2房至4房間隔，每戶均設有露台；另建有面積逾2,000平方呎的特色戶。其他設施包括住客會所、平台花園、休憩用地，也會設置行人天橋橫跨振榮街及連接鄰近建築物。
- 入伙日期： 2009年9月30日
- 單位數目： 522
- 大廈座數： 3座

| 座數 | 最低層數 | 最高層數 | 單位數目 |
| 1座  | 7/F      | 54/F     | 150個    |
| 2座  | 7/F      | 60/F     | 170個    |
| 3座  | 7/F      | 46/F     | 202個    |

## 歷史
2004年5月28日，市建局早前邀請發展商提交櫻桃街項目發展意向書，並於當日接獲17份發展意向書；其後在6月16日邀請其中16個發展商及財團入標。至7月8日截標時共接獲9個財團入標，包括長江實業、新鴻基地產、信和置業、嘉華國際、恒基兆業與香港小輪（各佔50%股權）、新世界發展、南豐集團、恒隆地產及華人置業，少於市場預期，有發展商表示地盤中央的一幢單幢式大廈（海明閣）會影響發展，增加建築難度。其後於7月22日市建局宣布南豐集團奪得櫻桃街項目合作發展權。而在該年的7月至11月期間，發展商曾進行收購海明閣，但最終失敗（見下文「海明閣事件」一節）。
2005年6月，屋宇署批出櫻桃街項目的圖則，同年12月櫻桃街項目獲屋宇署發出施工同意書。
2008年9月3日，海桃灣獲地政總署批出預售樓花同意書，10月獲屋宇署簽發佔用許可證。2009年7月31日，「滿意紙」批出，最終於2009年9月入伙。

## 商場
基座商場命名為「西九匯」（英語：West9Zone），樓高3層，面積約6.1萬方呎，物業於2010年11月，由基匯資本以3.5億元向市建局及南豐發展購得。到2012年12月16日，獲投資者羅守輝及相關人士斥6.3億元購入，呎價1.03萬元。2023年1月，陽光房地產基金以7.48億港元向羅守輝收購西九匯。

西九匯地下曾設酒吧與特色餐飲，惟已經於2013年結業，其後曾開設暢貨中心，但已於2020年結業，現分間作多間舖位。樓上1至2樓為多所兒童學習中心及美容中心。商場2樓有通道連接奧運站C5出口及滙豐中心。

## 海明閣事件

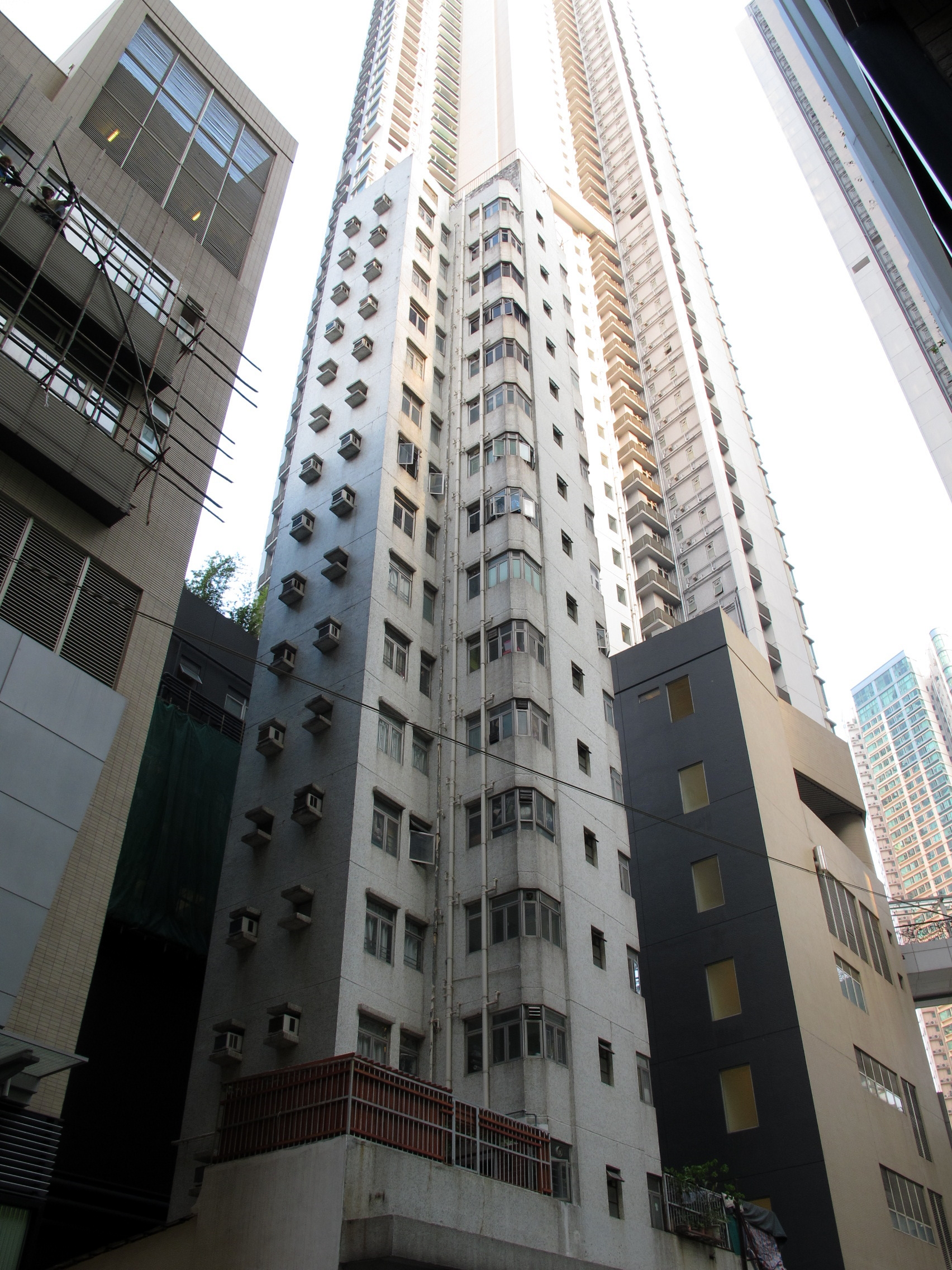
海明閣現時被海桃灣幾乎完全遮蔽

海桃灣發展範圍分為兩個長方形地盤，中央被內街振榮街及一座形容為「頂心杉」的單幢式大廈海明閣分隔。發展商南豐發展曾進行收購，但因為少數業主開價甚高，未能收集超過九成業權申請強制拍賣而失敗告終。發展商無法合併為單一地盤重建，發展佈局設計受到限制，以致未能增加項目的重建價值。而該收購事件也因為其特殊性而被媒體廣泛報導。
海明閣是一座樓高15層的單幢式大廈，總面積逾10,000平方呎，共有30個約370平方呎的住宅單位，於1994年11月12日落成，1995年4月入伙。發展商在1990年購入地塊，並已出售約九成業權，截至2004年該公司持有約一成業權，大部分為商鋪。2004年7月，市建局推出櫻桃街項目邀請發展商入標合作發展，當時海明閣並不在發展範圍之內，這是由於海明閣只有10年樓齡，未符合市建局的市區重建策略，因此沒有收購該物業，奪得合作發展權的發展商可按需要自行收購。
其後南豐集團奪得櫻桃街項目合作發展權，隨即展開收購計劃，並在9月20日正式向海明閣各業主提出收購，出價介乎118萬至140萬元，平均每平方呎3,500元，視乎不同層數，另住宅可加48萬元優惠津貼費，即實際收購價為166萬至188萬元。該收購價高於市值四至五成，比市建局的賠償基準（相當於同區七年樓齡住宅市值）為高，有媒體形容為「出價甚為進取」。發展商提出是次收購，是希望能夠統一業權，使整個發展項目規劃得更理想，各業主也可獲得比市價高的賠償金額，達致雙贏局面。
9月27日，發展商委託卓德測量師行代表與各業主正式會面，約有七至八成業主出席。業主拒絕發展商的收購提案，有5名業主開出每平方呎超過1萬元的極高價錢，也有個別業主以「可恥價錢」形容收購價；發展商則希望「能夠公平處理每個單位」，並提出業主10月8日前答覆可獲津貼每戶15,000元律師費及10月30日前所有業主達成協議可預先得到其中二成樓價。當時各業主的共識是即使知道提價可能性不大，也希望發展商能夠再提價，最好高於出價一倍，故最終雙方未能達成協議。
10月15日，業主回覆限期已過，雙方仍未能達成共識，發展商將回覆限期延遲一個月，希望各業主了解當時市況再作決定。發展商也表明收購價是當時市況不能達到的價錢，即使成功收購，也因為新增可建樓面不多，在發展項目上的作用只是錦上添花；而且須得到市建局及政府同意，才能合併地盤發展，收購事宜並非業主想像中容易；假如業主最終拒絕接受收購，損失會比發展商為高。
11月25日，發展商在最後回覆限期前大幅提高優惠津貼費50萬元，達至98萬元，即實際收購價為216萬至238萬元，相當於每平方呎6,216元，較市價高出超過一倍。發展商此舉即時吸引超過一半業主落實出售業權，其餘業主亦有十分高可能性願意出售，外界相信發展商成功收購物業的機會倍增。但有業主與發展商簽訂合約接受50萬元特別發放金，才獲悉此為反建議書（counter-offer），發展商擁有不接納反建議的權利，決定臨時放棄出售業權，使願意出售業權者不足整幢大廈的半數。發展商最終也決定不接受有關業主之反建議，放棄收購。
2005年底，業主已集合近九成業權，同意以180萬至200萬元出售予發展商，並要求市建局將海明閣納入發展範圍。但由於地基工程接近完成，發展商需重新研究會否購入，而收購問題也留予市建局解決，並由該局作最終決定。最終發展商及市建局沒有接納業主方面建議，繼續原有的建築計劃，2006年展開地基工程，發展成為現時的海桃灣。
自此之後，海明閣就被海桃灣幾乎完全遮蔽，更是該大廈呎價大跌的主因。2008年12月時，海明閣的呎價平均只有不足4000元，較貴的單位主要集中在高層單位，每平方呎約3800元；而低層的單位因為被海桃灣的停車場及商場遮掩著，透氣困難。

## 圖像

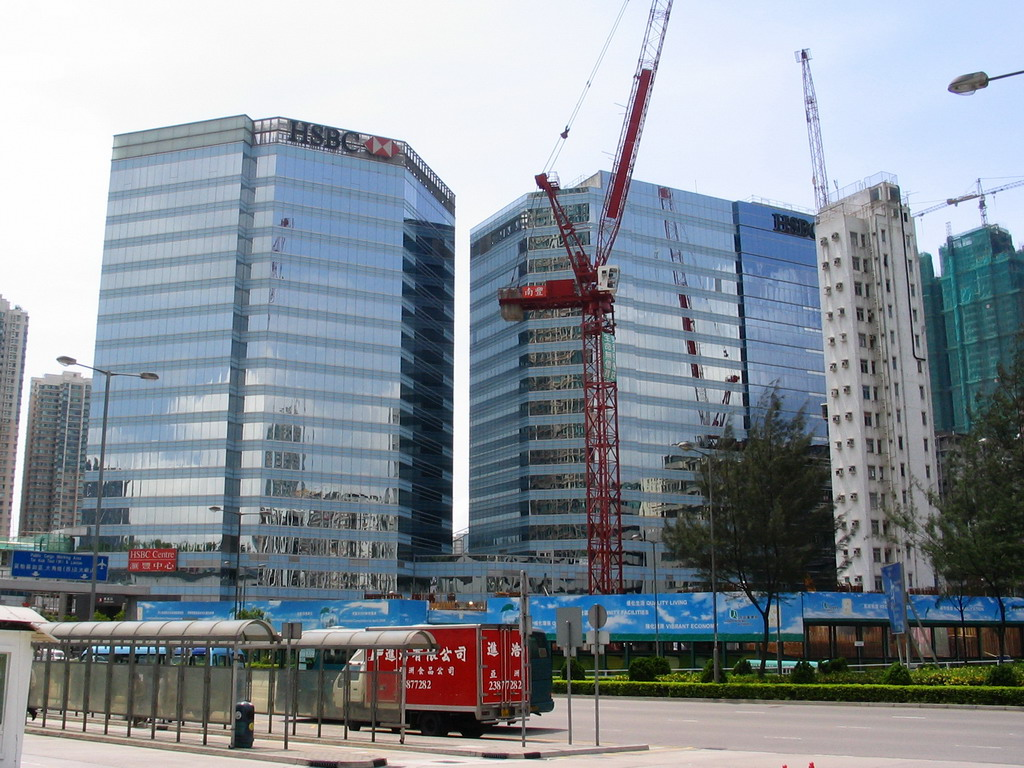
建築中的海桃灣（2006年5月），圖中右方白色樓宇為海明閣，後方樓宇為滙豐中心。
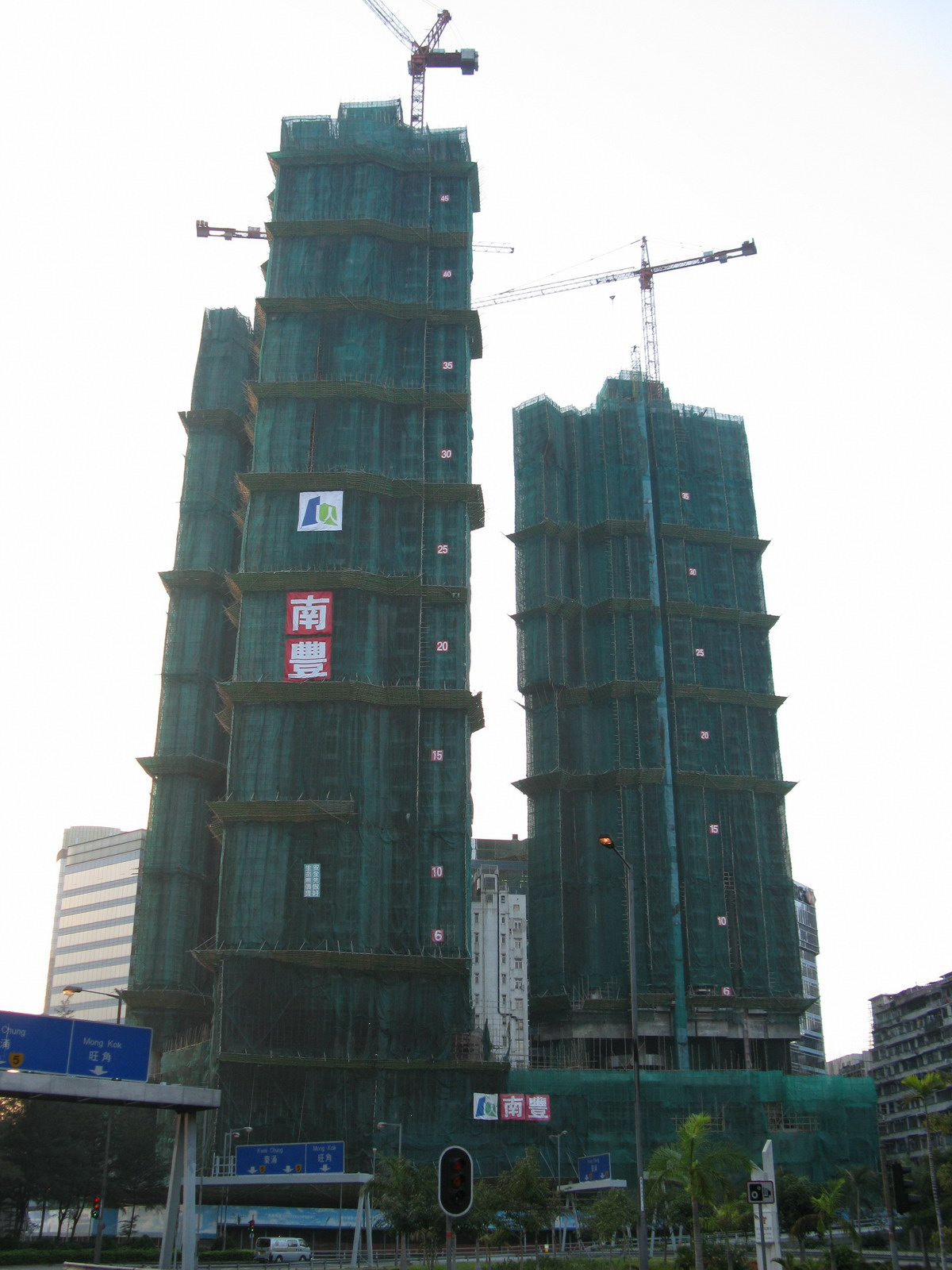
建築中的海桃灣（2007年12月）
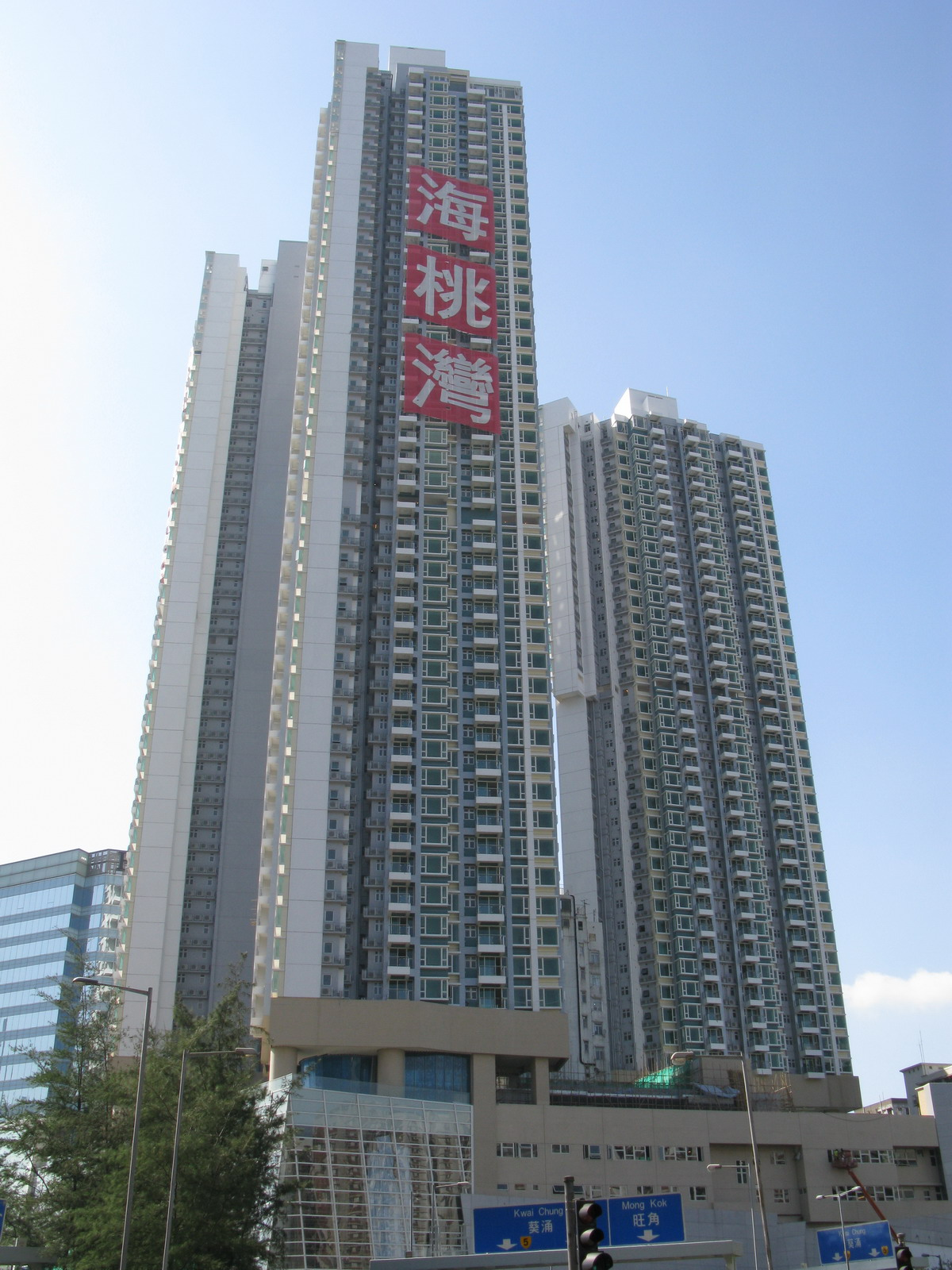
建築中的海桃灣（2008年10月）

## 鄰近地方
- 櫻桃街
- 帝柏海灣
- 奧海城二期
- 滙豐中心
- 大角咀市政大廈
- 保護兒童會中銀幼兒園
- 大同新邨